# John Wilson (strzelec)
John Waterloo Wilson (ur. 1 września 1879 w Bennebroek, zm. 15 marca 1940 w Amsterdamie) – holenderski strzelec, olimpijczyk.
Brał udział w Letnich Igrzyskach Olimpijskich 1908. Wystąpił wówczas w dwóch konkurencjach: zajął siódme miejsce w trapie (ex aequo z dwoma zawodnikami) oraz czwarte miejsce w trapie drużynowym.

## Wyniki olimpijskie
| Igrzyska | Konkurencja     | Wynik                                                        | Miejsce    | Źródło |
| -------- | --------------- | ------------------------------------------------------------ | ---------- | ------ |
| IO 1908  | Trap            | 53 punkty (20-13-20)                                         | 7T (na 31) | [ 1 ]  |
| IO 1908  | Trap, drużynowo | 174 punkty drużynowo (90-84) 34 punkty indywidualnie (17-17) | 4 (na 4)   | [ 2 ]  |